# Moorpflug

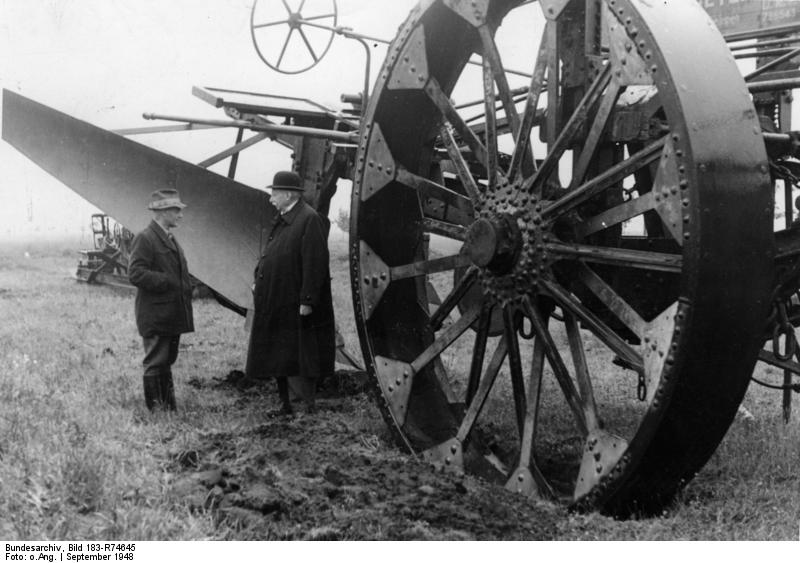
Tiefpflug Mammut bei der Vorstellung 1948

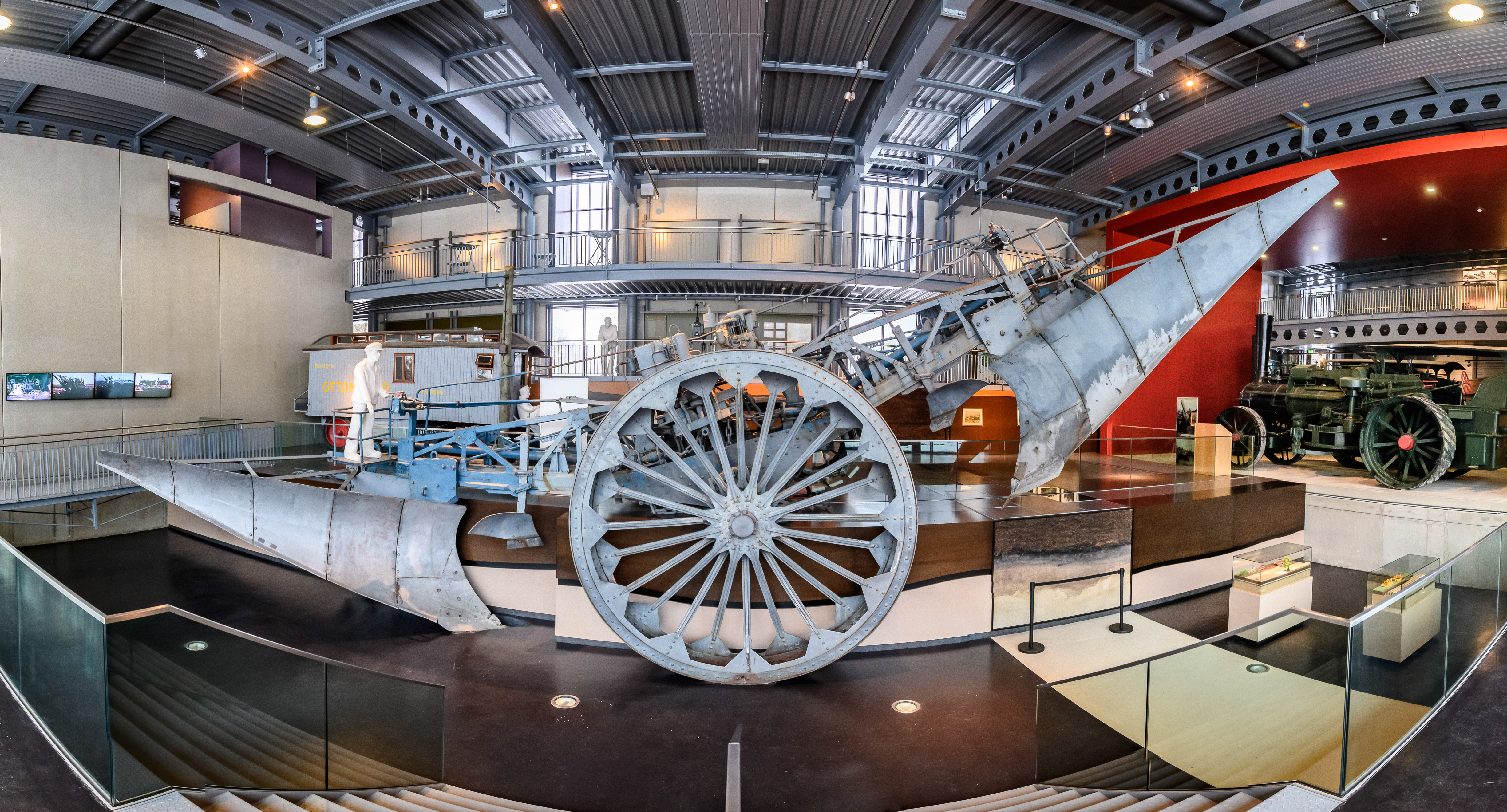
Tiefpflug Mammut der Fa. Ottomeyer in der Ausstellungshalle II des Emsland Moormuseums; mittig im Vordergrund das Furchenrad, links und rechts die Pflugscharen

Moorpflüge waren hauptsächlich von der Firma Ottomeyer entwickelte Tiefpflüge (Dampfpflug), die zur Kultivierung von Hochmoorflächen im Emsland eingesetzt wurden. 

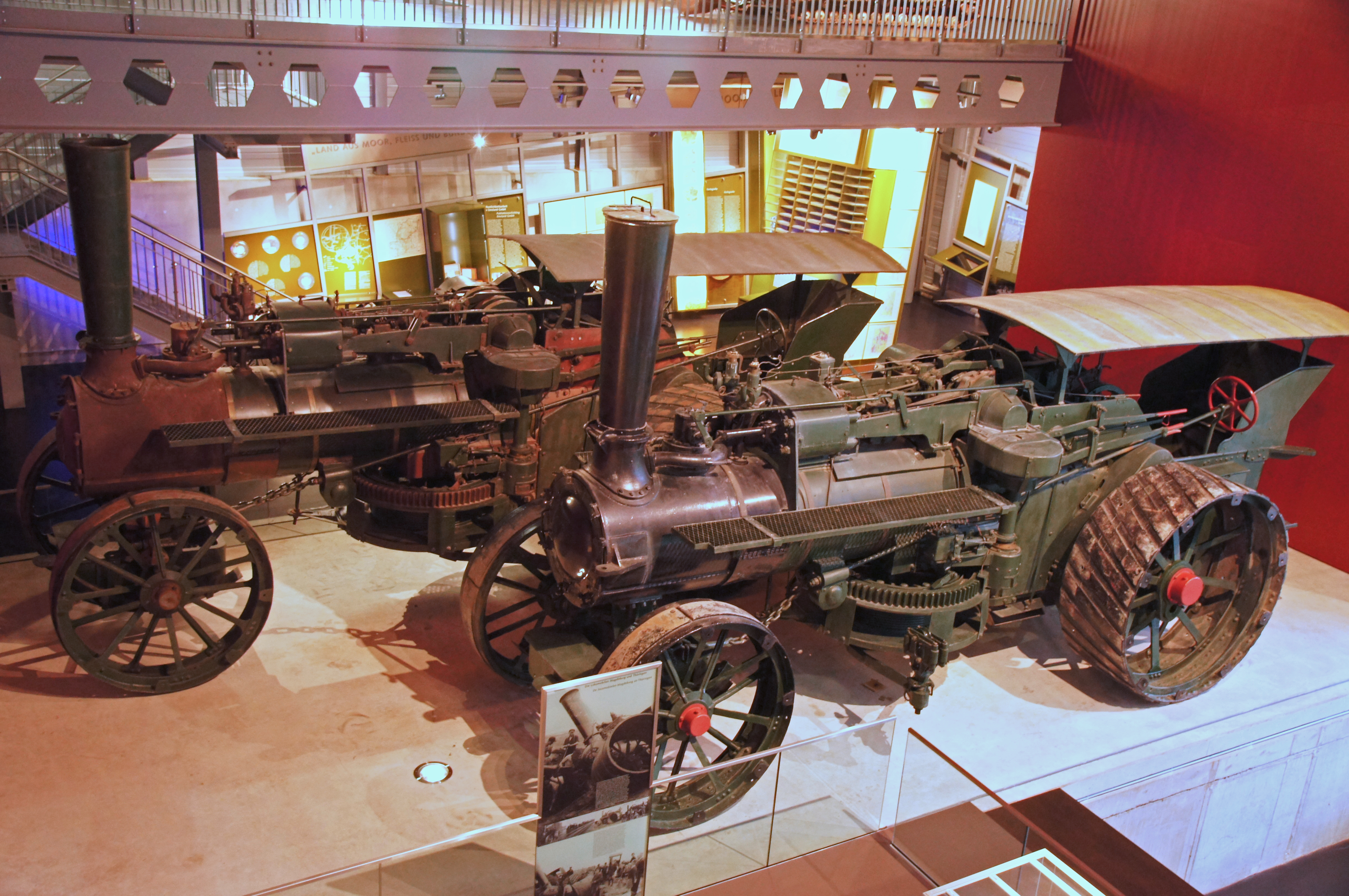
Dampflokomobile der Fa. Fowler zum Antrieb des Tiefpflugs Mammut im Emsland Moormuseum

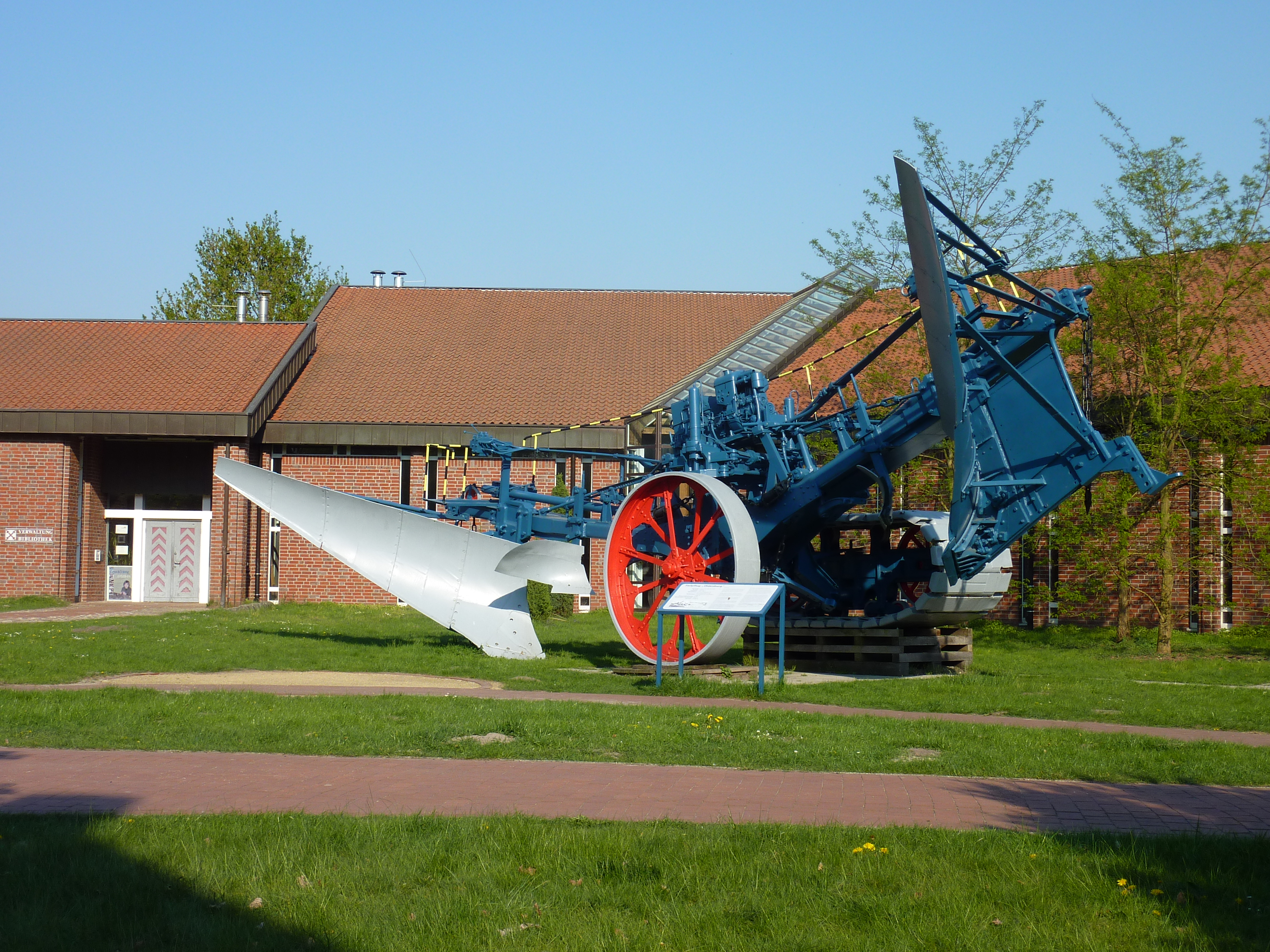
Tiefpflug Oldenburg im Museumsdorf Cloppenburg

## Geschichte
Im Rahmen des Emslandprogramms bzw. Emslandplans wurden ab Anfang der 1950er Jahre im Weser-Ems-Land große Moorflächen kultiviert.
Die Firma Wilhelm Ottomeyer in Lügde bei Bad Pyrmont war als ältestes Mietpflug-Unternehmen Deutschlands die bevorzugte Firma zur Entwicklung und Bereitstellung von Gerätschaften für die Moorkultivierung.
Gemeinsam mit der Staatlichen Moorversuchsstation in Bremen entwickelte sie das Verfahren der Sandmischkultur, bei der Torfschichten im Moor mittels eines Pfluges mit dem darunterliegenden Sand vermengt und die wasserundurchlässigen Ortsteinschichten gebrochen werden, um den Wasserabfluss zu gewährleisten.
Der erste Dampfpflug war 1872 aus Leeds ins Emsland gekommen. Dieser bei Fowler entwickelte Pflug, der den Namen „Meppen“ erhielt, konnte den Boden 70 bis 80 cm tief umbrechen.
Als erster Moorpflug mit speziell dafür profilierter Schar wurde ab 1948 der Tiefpflug „Mammut“ eingesetzt; in den Jahren 1959/60 wurde der kleinere Tiefpflug „Oldenburg“ konstruiert, der im Mai 1960 erstmals zum Einsatz kam. Zu diesem Zeitpunkt waren noch 15 Lokomobilpaare im Rahmen des Emslandplans in Gebrauch; pro Pflug wurden je zwei Lokomobilen benötigt, lediglich der Tiefpflug Mammut benötigte vier Maschinen zum Betrieb. Die Pflüge und die Dampflokomobilen waren bis 1970 zumeist in den Sommermonaten (etwa 75 bis 100 Tage im Jahr) bis zu 18 Stunden täglich im Einsatz.
Bis 1972 wurde im Emsland noch mit Dampfantrieb gepflügt.
Nachdem der Tiefpflug Oldenburg nicht mehr bei der Moorkultivierung zum Einsatz gekommen war, stand er 35 Jahre lang in Vordersten Thüle, ehe er als Schenkung in den Besitz des Museumsdorfs Cloppenburg überging. Dort wurde er im Außengelände aufgestellt. Der weltweit größte jemals gebaute Tiefpflug Mammut steht heute zusammen mit zwei der vier Dampflokomobilen in Ausstellungshalle II des Emsland Moormuseum in Geeste-Groß Hesepe (Emsland).

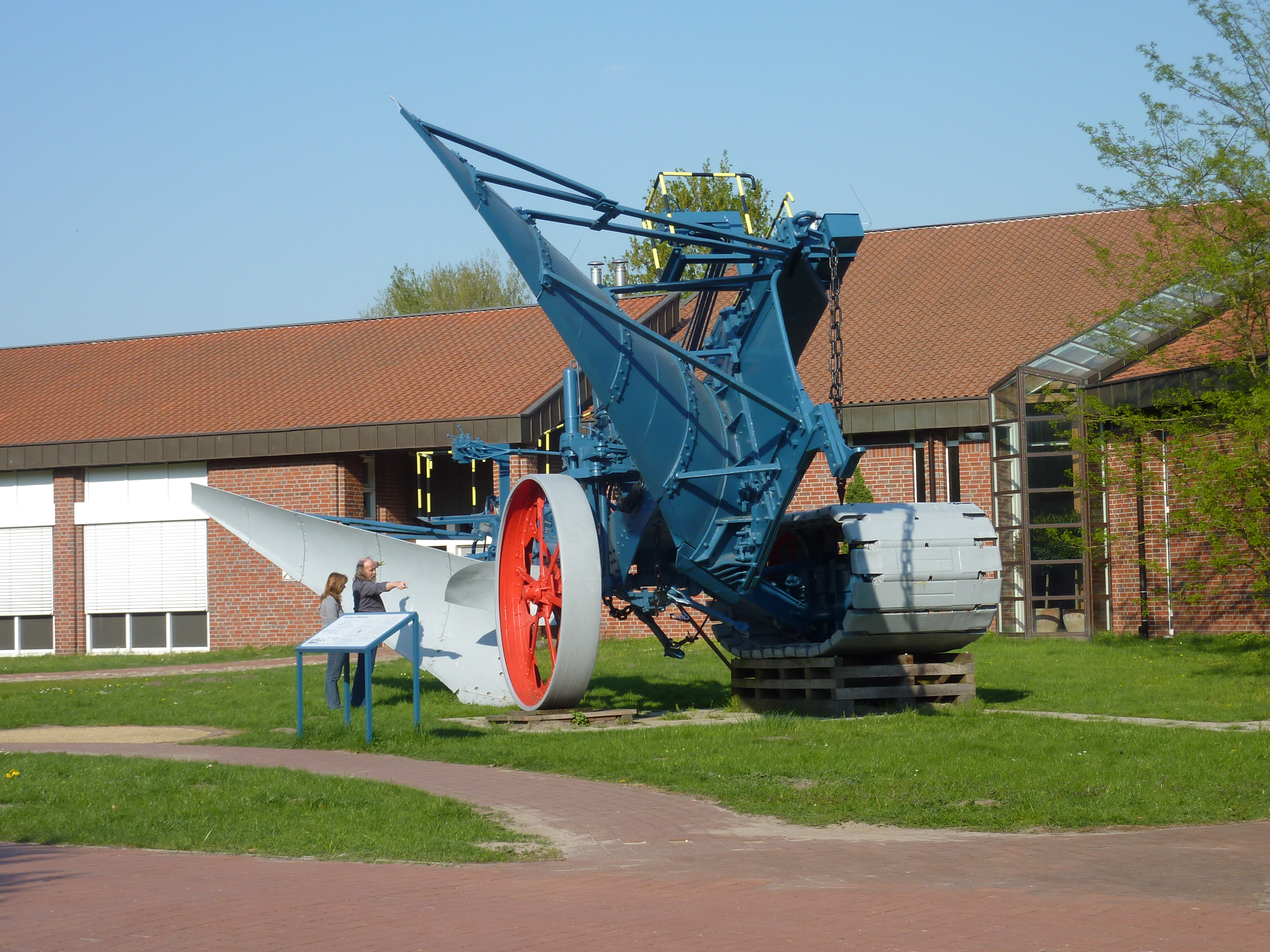
Oldenburg: Blick auf Raupe und Furchenrad

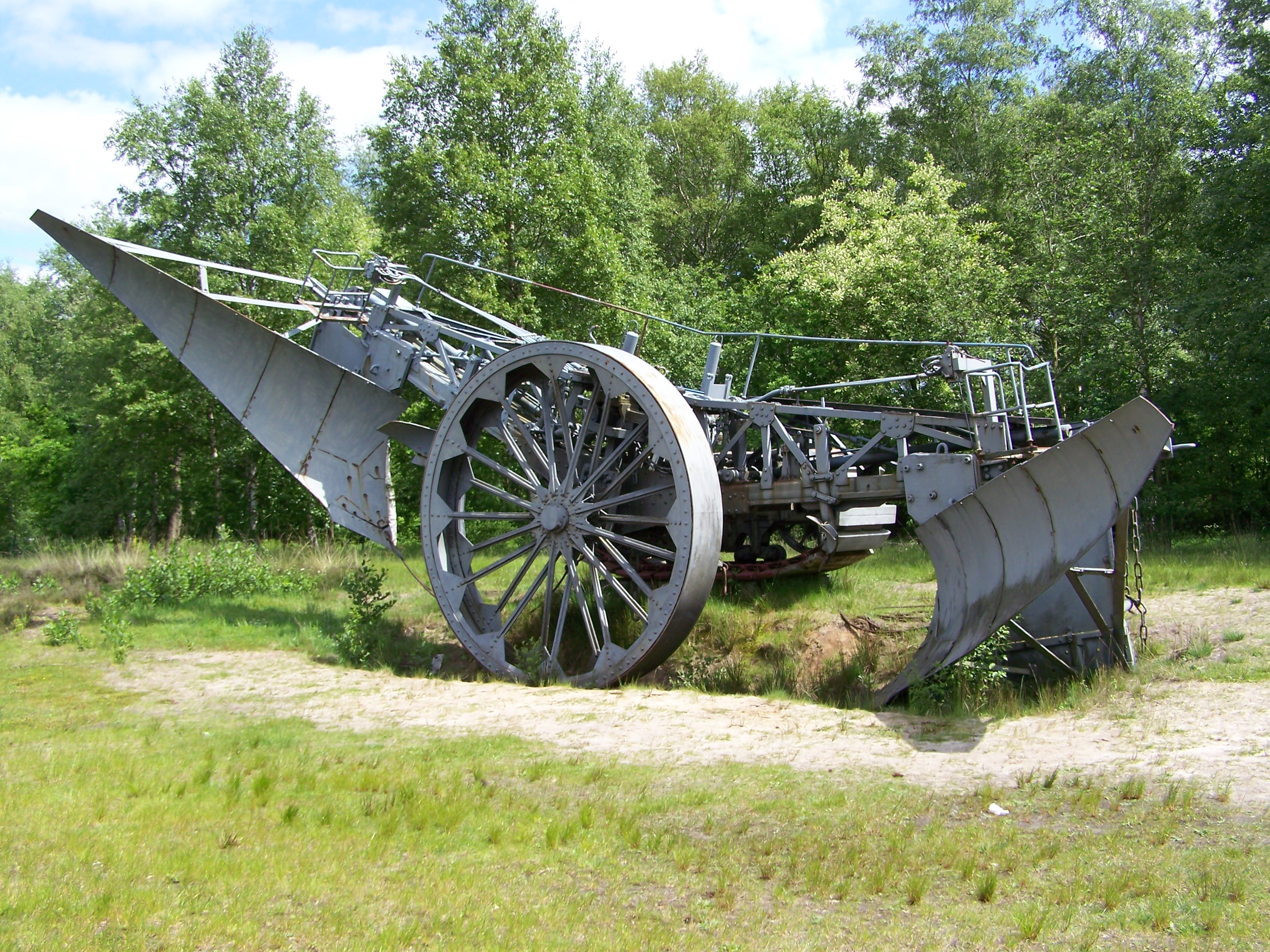
Tiefpflug Mammut an seinem früheren Standort im Außengelände des Emsland Moormuseums

## Technik
Die Tiefpflüge, die zur Moorkultivierung eingesetzt wurden, waren als Einschar-Kipp-Pflüge für Dampflokomobilenzug konzipiert. Sie besaßen an jedem Ende eine große Pflugschar, von denen jeweils eine durch einen Kippvorgang abgesenkt und damit in Arbeitsstellung gebracht werden konnte. Auf diese Weise konnte der Pflug an Drahtseilen hin- und hergezogen werden, ohne am Ende einer Furche wenden zu müssen.
Die Dampflokomobilen – jeweils eine pro Seite des zu kultivierenden Moores, beim Mammut zwei pro Seite – wurden zumeist von der englischen Firma Fowler gebaut. Die Lokomobilen des Mammut-Pflugsatzes hatten zunächst eine Leistung von je 240 PS. Da dies für die große Pflugtiefe nicht ausreichte, wurden sie 1954 umgerüstet auf je 480 PS, so dass auf jeder Seite des Pfluges
fast 1000 PS zogen. Die Steuerungshydraulik, erst in den 1960er Jahren nachgerüstet, hatte 27 PS.
Die Pflüge Oldenburg und Mammut fuhren mit einer breiten Raupenkette auf dem noch ungepflügten Teil des Landes, während ein relativ schmales Rad (Breite etwa 50 cm) auf der anderen Seite in der bereits gepflügten Furche fuhr. Dieses System war 1942 patentiert worden. Das Furchenrad hat beim Oldenburg einen Durchmesser von 2,50 m und beim Mammut sogar von 4 m.
Die maximale Pflugtiefe lag beim Oldenburg bei 1,80 m, beim Mammut anfangs ebenfalls bei 1,8 m, nach einem späteren Umbau bei 2,15 m. Um die beste Schichtung von Sand und Torf zu erreichen, durfte die deckende Torfschicht beim Mammut bis zu 145 cm dick sein. In der Spitze konnte in fünf Stunden 1 ha Land kultiviert und für die Landwirtschaft nutzbar gemacht werden. In der niederländischen Veenkultur hätte man mit dem Spaten für die gleiche Fläche 500 Manntage benötigt.
Mehrere Pflüger bedienten den Pflug während des Arbeitens und sorgten mittels Fahnen für die Kommunikation mit den Dampflokomobilen, die den Pflug zogen.